# Oberlausitzer Gefilde

Das Oberlausitzer Gefilde (2) innerhalb der Westsudeten (rot)

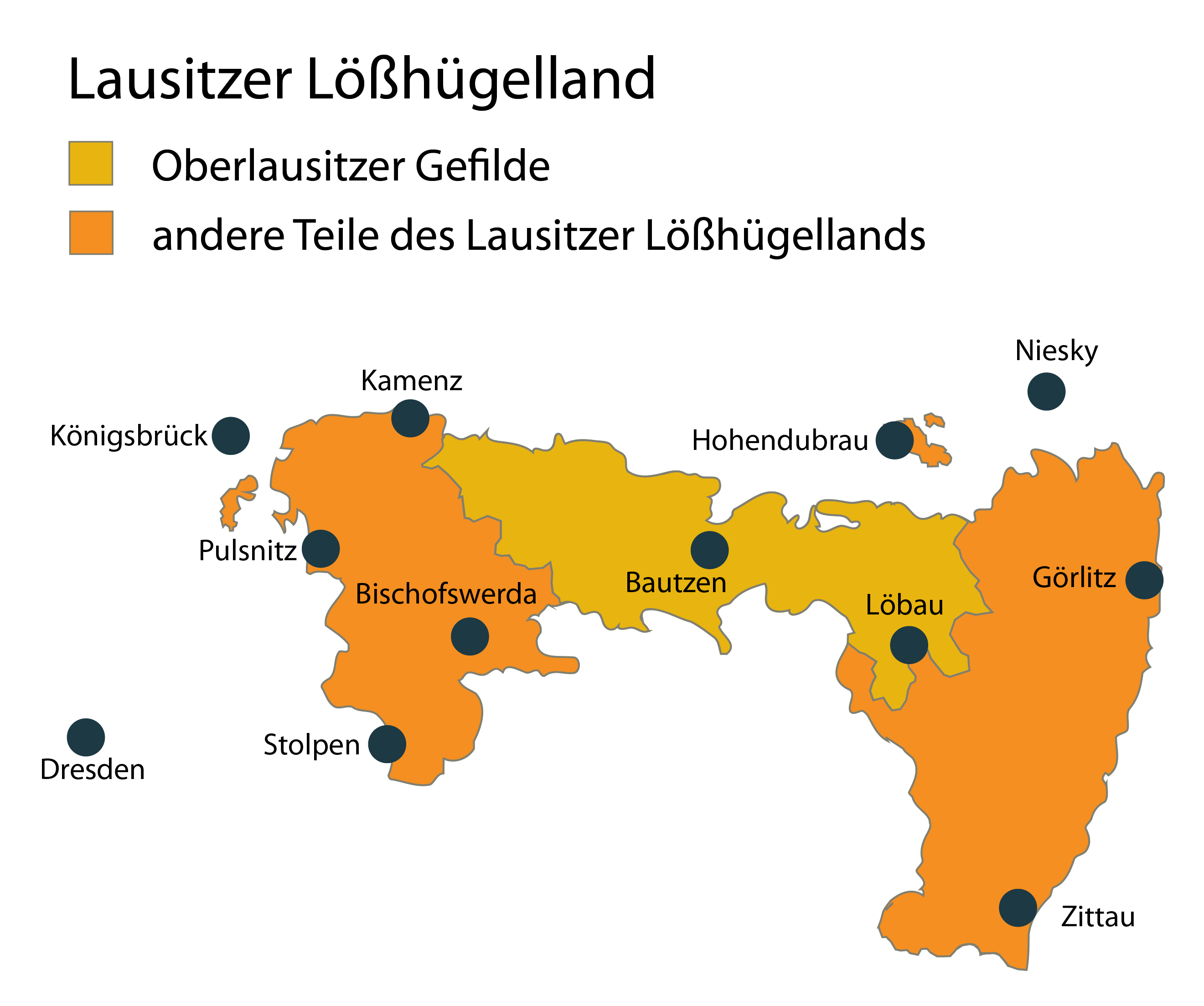
Oberlausitzer Gefilde im Lausitzer Lößhügelland

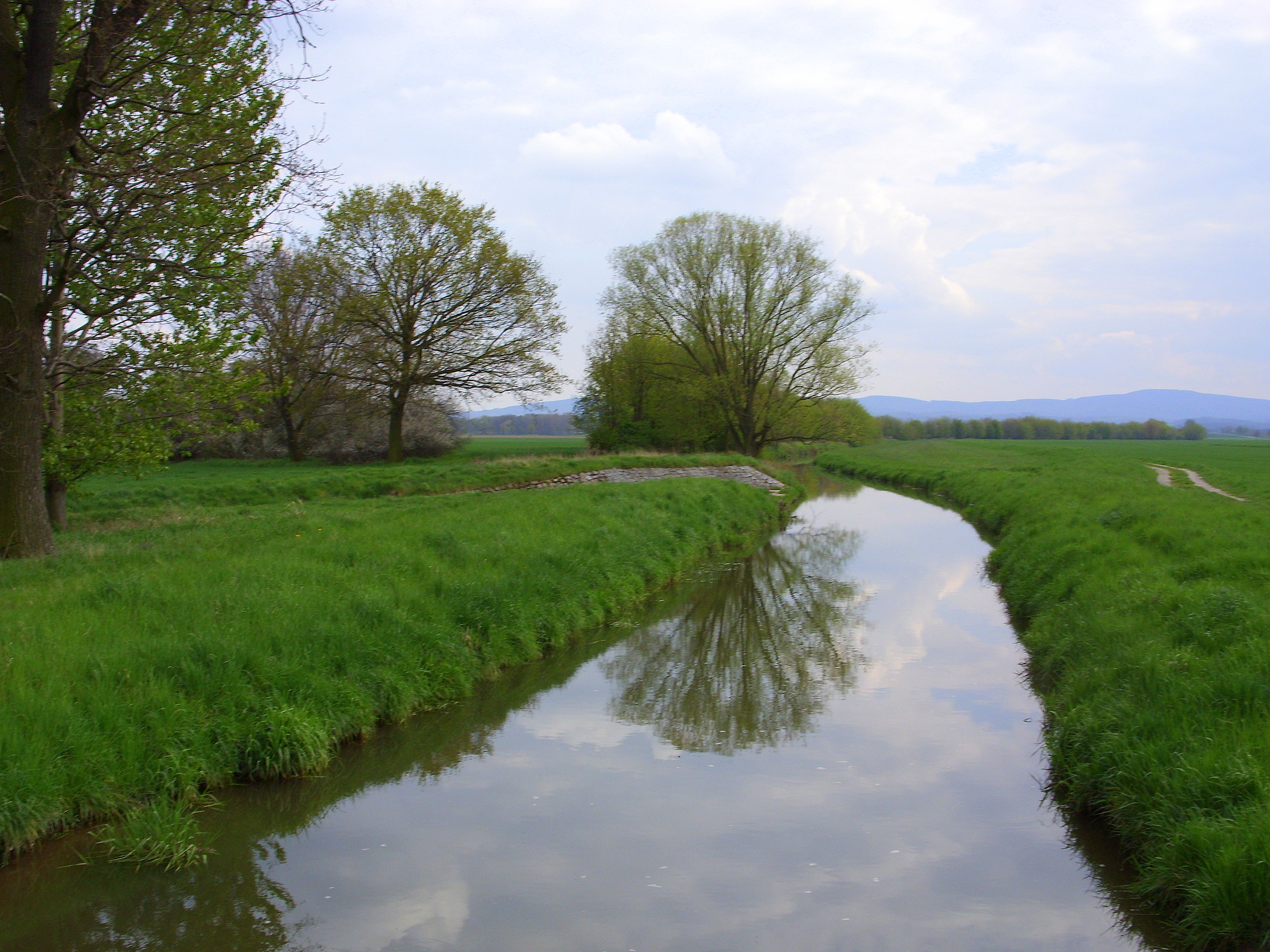
Am Kotitzer Wasser mit Blick zum Oberlausitzer Bergland

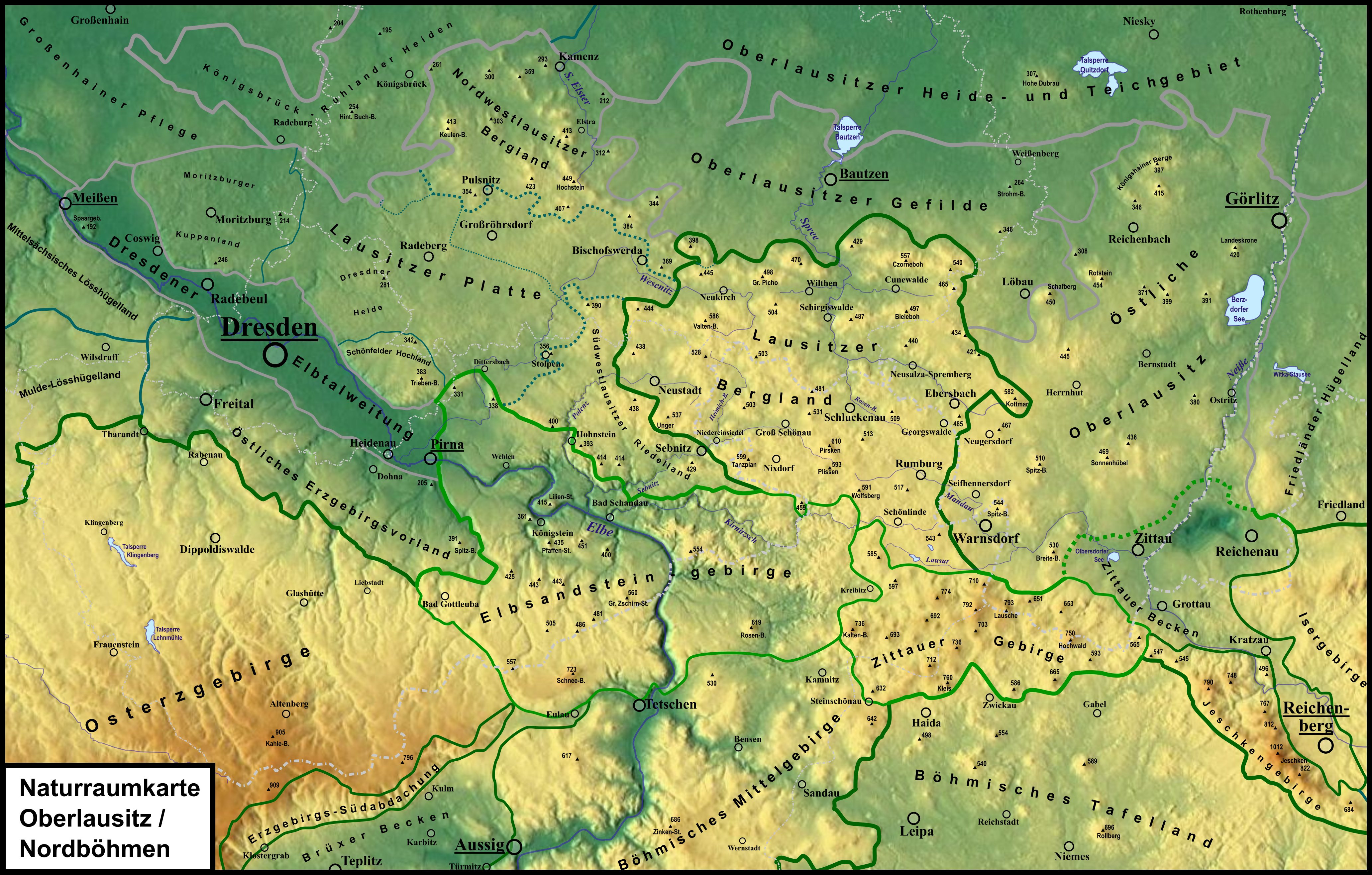
Naturraumkarte mit Oberlausitzer Gefilde

Das Oberlausitzer Gefilde (manchmal auch Bautzener Gefilde genannt, obersorbisch Hornjołužiske hona) ist ein sächsischer Naturraum in der Oberlausitz, nahe dem Dreiländereck zu Tschechien und Polen. Großräumig wird er den Sächsischen Lößgefilden sowie den westlichen Sudeten zugeordnet.

## Naturraum
Das Oberlausitzer Gefilde ist ein 12–15 km breiter Streifen zwischen dem Oberlausitzer Heide- und Teichgebiet und dem Oberlausitzer Bergland. Im Zentrum dieses Gebietes liegt Bautzen. Westlich reicht es fast bis Kamenz heran und grenzt an das Westlausitzer Hügel- und Bergland, das Gebiet um Löbau bildet die östliche Grenze zum Naturraum Östliche Oberlausitz. Kennzeichnend ist eine wellige Hügellandschaft mit Höhenlagen zwischen 170 und 200 m. Das Gebiet ist teilweise dicht von Fließgewässern, z. B. der Spree und dem Löbauer Wasser zerschnitten. Das anstehende Grundgestein, der Lausitzer Granodiorit, aber auch die großflächigen Schmelzwasserbildungen der Saaleeiszeit und der Elstereiszeit sind von Lößsedimenten verhüllt. Die Lößmächtigkeiten erreichen kaum über 2 m, im Kernraum der Klosterpflege auch 3–5 m. Durch Solifluktion und Abspülungsvorgänge sind die Lössderivate vom Typ der Braun- und Schwemmlösse weitgehend enkalkt, verlehmt und verdichtet. Einige Täler mit Engtalabschnitten, sog. Skalen, entstanden im Pleistozän beim Durchbruch durch die Granodiorit-Riegel.
Im Vergleich zum westlich und südlich liegenden Bergland fällt mit 650–700 mm ein um etwa 100 bis 150 mm geringerer Niederschlag. Der Waldanteil ist bis auf Reste in Taleinschnitten und an Grundgebirgsdurchragungen (geringere Bodenfruchtbarkeit) relativ stark zurückgedrängt. Der Naturschutz strebt deshalb im Rahmen des Biotopverbunds in Teilbereichen kleinflächige Wiederaufforstungen an. Die vorherrschende Potentielle natürliche Vegetation (pnV) ist der Wald-Labkraut-Hainbuchen-Eichenwald, zum Teil mit Zittergras-Segge.

## Historische Bedeutung
Die hervorragenden Ackerböden bildeten die Grundlage für die jahrtausendealte Ackerkultur im Bautzener Land (siehe auch Land Budissin). Das Oberlausitzer Gefilde ist deutlich länger in relevanter Größenordnung besiedelt als die benachbarten Naturräume und war ein Hauptzentrum der Lausitzer Kultur sowie später das Altsiedelland der slawischen Milzener. Von hier aus expandierten etwa ab 800 n. Chr. zunächst jene und später auch deutsche Siedler in die benachbarten, weniger fruchtbaren Naturräume im Norden und Süden.
Wegen seiner Lage zwischen den unwegsamen Gebirgen im Süden und den Sümpfen und Wäldern im Norden war das Oberlausitzer Gefilde schon früh Durchgangsgebiet für wichtige mitteleuropäische Verkehrszüge in Ost-West-Richtung, vor allem die Via Regia.